# Velma Wallis
Velma Wallis   (Fort Yukon, 1960) és una escriptora nadiua americana d'ètnia kutchin.
Va néixer a Fort Yukon, un petit poble d'uns 650 habitants, situat a uns 250 km al nord-est de Fairbanks, ja per sobre del cercle polar àrtic.
Va anar poc temps a l'escola perquè el pare va morir quan ella tenia tretze anys i va haver d'ajudar la mare a cuidar els germans més petits (tenia dotze germans). A la cabana que el seu pare havia tingut per a caçar, a uns 20 km del poble, va aprendre dedicà a caçar i pescar per sobreviure. Lectora autodidacta, ha escrit històries ambientades en els costums del seu poble i la seva lluita per la supervivència. El primer llibre que va publicar estava basat en una llegenda que havia après de la seva mare sobre dues dones velles abandonades que va lluitar per la seva supervivència. El llibre va tenir molt d'èxit, tant de vendes (més de 250.000 exemplars) com de crítica, i va ser traduït a setze llengües.

## Obres
- Two old women: An Alaska legend of betrayal, courage and survival (1994), que va rebre el premi de l'Associació de Llibreters del Nord-oest Pacífic.[3]
- Bird girl and the man who followed the Sun: An Athabascan Indian legend from Alaska (1996) ISBN 0945397348
- Raising Ourselves:ÝA Gwich'in Coming of Age Story from the Yukon River (2002)